# 奈良ドラッグ
株式会社奈良ドラッグ（ならドラッグ）は、奈良県を地盤としてドラッグストアを展開する小売企業。医薬品卸売の大手、大木ヘルスケアホールディングスの連結子会社。

## 概要
店舗名は「エムズドラッグ」といい、丸みを帯びたMの文字を際立たせている。Mは前身企業の増田薬品のMでもあり、「まごころ」も表す。また、ブランドカラーのオレンジ色は公式サイトによるとクチナシ色であるという。クチナシ色は古くは尼僧が着る高貴な色であったと同時に、薬用としても重宝されたことから、会社のコーポレートカラーに選ばれた。店舗、とりわけ看板のＭの字にもこのクチナシ色を用いた店舗が半数を占める。
なお、旧社名のヤクショーは薬粧（医薬品と化粧品）に因み、元々医薬品の卸売業を主としていた名残である。

## 店舗
2016年7月1日時点、大阪府に1店舗、奈良県に6店舗（うち調剤薬局併設1店舗）であり、主な地盤となっているのは奈良県である。
増田薬品が運営していた頃の店舗数は18であったが、事業再建などで不採算店を次々に閉鎖していった。

ローカルチェーンとして地元客相手のカウンセリング販売に重点をおき、一部店舗では宅配サービスも行っている。
商品構成は広範囲で医薬品・健康食品・化粧品・日用雑貨のほか介護用品や一部店舗については日配品や煙草・酒類まで取り扱う。

## 沿革
- 2008年 - 医薬品卸売りの株式会社大木の子会社となり社名をヤクショーから奈良ドラッグへ改名。